# Terremoto di Costantinopoli del 557
Il terremoto di Costantinopoli del 557 ebbe luogo la notte del 14 dicembre di quell'anno. L'epicentro è stato localizzato nel Mar di Marmara, a breve distanza dalle località odierne di Yeşilköy e Küçükçekmece. Questo terremoto, descritto nelle opere di Agathias, Giovanni Malalas e Teofane Confessore, causò gravi danni a Costantinopoli, allora capitale dell'impero bizantino in una regione frequentemente colpita da terremoti. Diversi terremoti minori avevano preceduto il grande evento, di cui due rispettivamente in aprile e ottobre. Il principale terremoto di dicembre è fu caratterizzato da una violenza senza precedenti e "rase quasi completamente al suolo" la città. esso causò danni ad Hagia Sophia, i quali contribuirono al crollo della sua cupola l'anno successivo, oltre a danneggiare le mura di Costantinopoli sino al punto che gli Unni invasori furono in grado di penetrarle con facilità nella stagione successiva.

## Eventi precedenti
La regione di Costantinopoli fa parte di una zona sismica attiva. I terremoti furono relativamente frequenti durante il regno di Giustiniano I (r. 527-565). Un terremoto del 533 aveva portato una folla a cercare rifugio presso il Foro di Costantino, ma non ci furono vittime. Terremoti minori furono riportati anche nel 540-541, 545, 547, 551 e 554-555. Ci furono due precursori del grande terremoto del 557. Il 16 aprile 557, il primo terremoto dell'anno aveva scosso la città, non causando danni reali. Il 19 ottobre del 557, ci fu un secondo terremoto con una mancanza simile di danni.

## Eventi
Il terzo e più grande terremoto colpì a dicembre. Secondo Agathias, Costantinopoli fu "quasi completamente rasa al suolo" dal terremoto. Lo descrive come ineguagliabile in grandezza e durata. Osserva che avvenne durante le celebrazioni dei Brumalia (il Festival dei nomi), poco prima del solstizio d'inverno e l'entrata del Sole nel segno del Capricorno. Esci descrive anche come la città prima del terremoto fosse stata colpita da un inverno rigido.
Le scosse iniziarono verso mezzanotte, quando la maggior parte dei residenti di Costantinopoli dormivano. Esse destarono i cittadini e mentre gli edifici tremavano, "si potevano udire strilli e lamenti". Le scosse successive furono accompagnate da suoni simili a un tuono provenienti dal suolo. L'aria, secondo quanto riferito, "si affievolì con le esalazioni vaporose di una foschia fumosa che saliva da una fonte sconosciuta, e brillava di un cupo splendore".
I residenti in preda al panico iniziarono ad evacuare le loro case, raccogliendosi in strade e vicoli. Agathias osservò che la città aveva pochi preziosi "ampi spazi completamente privi di ostacoli", il che significava che i residenti non erano al sicuro dalla caduta di detriti anche all'aperto. Una pioggia di nevischio li inzuppò e tutti "soffersero molto per il freddo". Molti cercarono rifugio nelle chiese della città. Agathias nota che il disordine regnava. Un gran numero di donne, sia nate sia basse, erano nelle strade. Uomini e donne "si mescolavano liberamente", un evento insolito in sé. Pochi prestavano attenzione al grado e al privilegio nella corsa per evitare infortuni. Gli schiavi, per esempio, non prestavano attenzione agli ordini dei loro padroni. Il distretto di Rhegium, vicino al porto di Costantinopoli, subì la più grande perdita di edifici. Molti altri edifici furono demoliti o subirono danni strutturali. Agathias nota che "un gran numero di persone comuni" perirono, mentre Anatolio fu l'unica vittima tra le alte sfere della società. All'alba, il terremoto era cessato. Le persone felicissime iniziarono a cercare quelli più vicini e più cari a loro, "baciandosi e abbracciandoli e piangendo di gioia e sorpresa".

## Conseguenze
La cupola della Basilica di Santa Sofia fu indebolita dal terremoto e crollò completamente nel maggio del 558. Le mura di Costantinopoli furono gravemente danneggiate. All'inizio del 559, gli Unni attaccanti riuscirono a passare attraverso le aree danneggiate delle mura. Varie altre chiese e edifici vennero danneggiati. Giustiniano I inizio' un breve periodo di lutto. Non indossò la sua corona per i quaranta giorni successivi al terremoto. Il terremoto fu successivamente commemorato da una liturgia annuale di suppliche. Agathias affermò anche che vi fu un effetto di breve durata sull'atteggiamento della popolazione: i ricchi erano motivati alla carità, i dubbiosi erano motivati a pregare, e i viziosi erano motivati alla virtù, il tutto in un apparente sforzo di propiziazione. Agathias riferisce che presto tutti caddero di nuovo nelle loro precedenti attitudini.